# Liste des milliardaires britanniques par avoir net
Classement des milliardaires britanniques, basé sur une évaluation annuelle de leur richesse et actifs compilés, publié par le magazine Forbes en mars 2016

## Liste des milliardaires britanniques en mars 2016
| Rang | Nom                        | Fortune (milliards de $) | Source de richesse                     |
| ---- | -------------------------- | ------------------------ | -------------------------------------- |
| 1    | Groupe Hinduja             | 14,5                     | Diversifié                             |
| 2    | David et Simon Reuben      | 14,4                     | Immobilier                             |
| 3    | Hugh Grosvenor             | 13                       | Immobilier                             |
| 4    | Philip Green               | 5,9                      | Commerce de détail                     |
| 5    | James Ratcliffe            | 5,5                      | Chimie                                 |
| 6    | Joe Lewis                  | 5,3                      | Investissements                        |
| 7    | Ian et Richard Livingstone | 5,1                      | Immobilier                             |
| 8    | David et Frederick Barclay | 4,9                      | Media, commerce de détail              |
| 9    | Richard Branson            | 4,9                      | Virgin                                 |
| 10   | Laurence Graff             | 4,6                      | Joaillerie diamantaire                 |
| 11   | Bruno Schroder             | 4,6                      | Banque                                 |
| 12   | Clive Calder               | 4,5                      | Maison de disques                      |
| 13   | James Dyson                | 4                        | Aspirateurs                            |
| 14   | Denise Coates              | 3,8                      | Paris en ligne                         |
| 15   | Michael Ashley             | 3,5                      | Commerce de détail d'articles de sport |
| 16   | Bernie Ecclestone          | 3,2                      | Formule 1                              |
| 17   | Michael Platt              | 3                        | Fonds spéculatifs                      |
| 18   | Peter Hargreaves           | 2,9                      | Services financiers                    |
| 19   | John Whittaker             | 2,7                      | Immobilier                             |
| 20   | Eddie et Sol Zakay         | 2,5                      | Immobilier                             |
| 21   | John Caudwell              | 2,4                      | Téléphonie mobile                      |
| 22   | Tom Morris                 | 2,4                      | Commerce de détail                     |
| 23   | Anthony Bamford            | 2,3                      | Equipement de construction             |
| 24   | Robert Miller              | 2,2                      | Commerce de détail                     |
| 25   | Charles Dunstone           | 2,1                      | Téléphonie mobile                      |
| 26   | Terry Matthews             | 2,04                     | Magnat des affaires                    |
| 27   | Sunil Vaswani              | 2                        | Diversifié                             |
| 28   | John Coates                | 1,9                      | Paris en ligne                         |
| 29   | Andrew Currie              | 1,9                      | Chimie                                 |
| 30   | Farhad Moshiri             | 1,8                      | Diversifié                             |
| 31   | John Reece                 | 1,8                      | Chimie                                 |
| 32   | Christopher Hohn           | 1,7                      | Fonds spéculatifs                      |
| 33   | Stephen Rubin              | 1,7                      | Vêtements de sport                     |
| 34   | David Harding              | 1,6                      | Finance                                |
| 35   | Kenneth Lo                 | 1,6                      | Textiles                               |
| 36   | Ian Wood                   | 1,6                      | Services énergétiques                  |
| 37   | Michael Ashcroft           | 1,5                      | Sécurité                               |
| 38   | Richard Desmond            | 1,5                      | Edition                                |
| 39   | Alan Howard                | 1,5                      | Fonds spéculatif                       |
| 40   | Jasminder Singh            | 1,5                      | Hôtels                                 |
| 41   | Mark Coombs                | 1,4                      | Finance                                |
| 42   | Mark Dixon                 | 1,3                      | Immobilier de bureau                   |
| 43   | Jonathan Harmsworth        | 1,3                      | Edition                                |
| 44   | Hilton Schlosberg          | 1,3                      | Boissons énergisantes Monster          |
| 45   | Cameron Mackintosh         | 1,2                      | Théâtre musical                        |
| 46   | Ayman Asfari               | 1,1                      | Services pétroliers                    |
| 47   | John Bloor                 | 1,1                      | Immobilier, industrie                  |
| 48   | Mo Ibrahim                 | 1,1                      | Immobilier                             |
| 49   | Raghuvinder Kataria        | 1,1                      | Diversifié                             |
| 50   | Anthony Langley            | 1,1                      | Industrie                              |